# Elbridge G. Spaulding

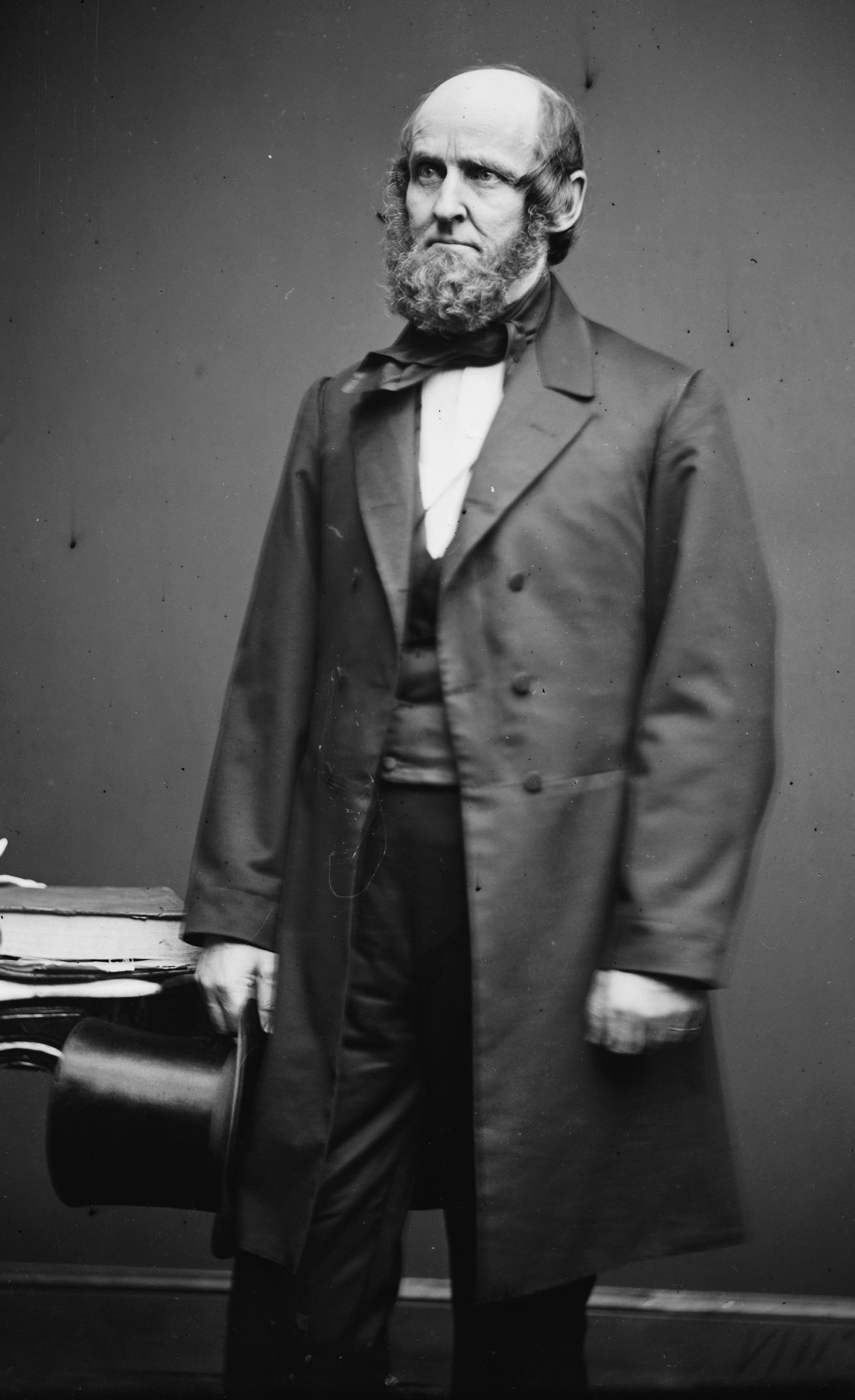
Elbridge G. Spaulding

Elbridge Gerry Spaulding (* 24. Februar 1809 in Summerhill, Cayuga County, New York; † 5. Mai 1897 in Buffalo, New York) war ein US-amerikanischer Politiker, der den Bundesstaat New York im Repräsentantenhaus der Vereinigten Staaten vertrat.
Spaulding studierte Jura, wurde 1836 in die Anwaltschaft aufgenommen und praktizierte als Anwalt in Batavia. Im Jahr 1834 zog Spaulding nach Buffalo. 1847 hatte er dort als Nachfolger von Solomon G. Haven das Amt des Bürgermeisters der Stadt inne und war 1848 Mitglied der New York State Assembly. Im selben Jahr wurde er als Whig in den 31. Kongress gewählt und vertrat im Repräsentantenhaus vom 4. März 1849 bis zum 3. März 1851 den Staat New York. 1854 und 1855 hatte Spaulding das Amt des Finanzministers (State Treasurer) von New York inne. Vom 4. März 1859 bis zum 3. März 1863 war er als Republikaner erneut Abgeordneter im Repräsentantenhaus. Er war während des Sezessionskriegs Mitglied im Committee on Ways and Means und hier Vorsitzender des Unterausschusses zum Bankenwesen. Auf seinen Vorschlag geht das Zahlungsmittelgesetz von Februar 1862 zurück, das zur Kriegsfinanzierung die Ausgabe von Papiergeld in Form des “Greenbacks” einführte. Nach seinem Ausscheiden aus dem Kongress betätigte er sich in Buffalo im Bankgewerbe.  